# 清野紗耶香
清野 紗耶香（せいの さやか、1984年4月5日 - ）は、日本の元アイドル、元タレント。福島県福島市出身。元所属事務所はJMO。

## 来歴
2006年、エンドレスレディとしてレースクイーンデビュー。2007年7月、清野紗耶香に改名し、所属事務所もJMOに移籍。

## 人物

### 紹介
- ナマドルと呼ばれるアイドルカテゴリーの中の代表的人物。故郷福島県を愛し、福島県発展のための貢献活動（具体的には福島県の親善大使として福島県を内外に宣伝・紹介）をライフワーク・目標の一つとして挙げている。現在は白羽ゆり等と並んで「あったかふくしま観光交流大使」（県観光交流課が任命）の一人。

- 幼少の頃から習い事をしており、ピアノ・書道は10年続けた。その他、英検3級、漢字検定3級、硬筆書写技能検定3級を所持している。また、料理（特に煮物）、家電ウォッチング、メイクアップ、カラオケ、書く事、コスプレ、アイドル研究、ゲーム、写真など多趣味である。

- 好きな俳優として大杉漣（日本）とリチャード・ギア（ハリウッド）、理想の男性像として『恋愛カタログ』の高田修二、好きな食べ物としてアボカド、サーモンとマグロのカルパッチョ、柑橘系全般、梅干し全般、グミ他を挙げている。

- 自称、キティちゃん（キティサマと呼び、神として崇める）とピンクをこよなく愛する平和主義者。モットーは「LOVE＆PEACE」・「人に優しく、地球に優しく」。

### エピソード
- 1stDVD「素顔のままで」の沖縄ロケでの話。用意された衣装（水着）があまりにも大胆でショックを受けたが、持ち前の根性で涙を流しながらも撮影に挑んだ。そしてDVDの出来栄えは本人も納得の行くものであり、評価の高い作品に仕上がった。（本人＆事務所関係者：談）

## 出演情報・芸歴

### CM
- エスエス製薬エスタックイブ『写真の中にいない私』編

### TV
- ありえへん∞世界（テレビ東京）
- 女又力くん（テレビ埼玉・チバテレビ）
- 恋のキックオフ（テレビ朝日）
- AKiBAッテキ!!（つくばテレビ）
- ハイ美女ん? 第1回（つくばテレビ）
- スナッチ（毎日放送）
- アリケン（2009年12月5日・12日・2010年2月27日・3月6日、テレビ東京）
- 王笑III（2010年3月25日、メ〜テレ）

### 雑誌
- Best Gear9月号
- エンターテイメントDUSH
- スコラ
- エンターテイメントダッシュ
- 東京ウォーカー
- SRオンリー（表紙）
- アップル写真館（表紙）
- モーターサイクリスト
- ガルル
- 週刊アスキー
- VIPCAR
- コンバットマガジン
- カーセンサー
- ソフトダーツバイブル
- デジタルフォト
- 月刊カメラマン
- BOMB7月号

### Web
- アイドルがイッパイ
- 週刊現代携帯サイトWeb現代『美Stadio』
- 日刊ゲンダイ『＠失礼します』（2008年2月24日）
- あいどるこみゅ
- ZAK THE QUEEN2008 ファーストステージ
- 宮澤正明写真館（講談社）
- ケータイYOUNGJUMPぶるるん選手権（集英社）
- タレントエンタメ王国（松竹）
- アイドル激☆待ちコレ
- レースクイーンNOW（ポニーキャニオン）

### イメージガール
- 2006年：エンドレスレディ（SUPER GT・スーパー耐久）
- 2006年：週刊プレイボーイ『ミス週プレ』　ファイナリスト
- 2007年：F1日本グランプリグリッドガール
- 2007年：お台場冒険王
- 2007年：東京モーターショー
- 2008年：J-NETWORKキックボクシングイメージガール
- 2010年：静岡オートスタイル4月18日限定スペシャルユニット「Stylish Girls」

### 新聞
- 日刊ゲンダイ『＠失礼します』（2008年2月24日）
- 内外タイムス

## 出版物

### DVD
- 『素顔のままで』 ムービープラネット
- 『Cara』 デジワークス
- 『月刊i-dol vol.5 もしもアイドルが僕の患者だったら』
- 『JMOちゃんねる。』1st 2009.8月〜9月号
- 『JMOちゃんねる。』2nd 2009.10月〜11月号